# Leo Bloch
Leo Bloch (geboren 26. März 1864 in Breslau; gestorben 8. April 1920 in Wien) war ein deutscher Altphilologe, Klassischer Archäologe und Lehrer. 

## Leben
Leo Bloch, der Sohn eines jüdischen Kaufmanns, besuchte von 1880 bis 1883 das Königliches Wilhelms-Gymnasium zu Berlin. Nach der Reifeprüfung studierte er ab 1883 an der Universität Leipzig Philologie, Kunstgeschichte und Archäologie und wurde 1888 über ein ikonographisches Thema in der griechischen Vasenmalerei promoviert. Anschließend hielt er sich zu Studienzwecken in Italien auf und lebte einige Zeit lang im Deutschen Archäologischen Institut Rom.
Von 1895 bis 1906 war Bloch Privatdozent für Archäologie und Mythologie an der Universität Zürich. Ab dem Schuljahr 1902/03 war er Leiter des Mädchenlyzeums von Eugenie Schwarzwald in Wien, Franziskanerplatz 5. Im Herbst 1911 gründete er eine eigene Schule unter dem Namen Mädchen-Lyzeum im 18. Bezirk, seit 1916 unter dem Namen „Währinger Mädchenmittelschule“.
Er trat auch als Übersetzer des norwegischen Literaten Alexander Lange Kielland (1849–1906) und des dänischen Kulturhistorikers Troels Frederik Troels-Lund (1840–1921) hervor.

## Schriften (Auswahl)
- Die zuschauenden Götter in den rotfigurigen Vasengemälden des malerischen Stiles. Fock, Leipzig 1888 (= Dissertation, Digitalisat).
- Griechischer Wandschmuck. Archäologische Untersuchungen zu attischen Reliefen. [s.n.], München 1895.
- Der Kult und die Mysterien von Eleusis. Verl.-Anst. und Dr., Hamburg 1896.
- Die Nymphen. [s.n.], Leipzig 1898.
- Römische Altertumskunde (= Sammlung Göschen Nr. 45). Leipzig 1898.
- Alkestis-Studien. Teubner, Leipzig 1901.
- Die ständischen und sozialen Kämpfe in der römischen Republik, 1900.
- Die politischen Revolutionen im Altertum. In: Ignaz Ježower (Hrsg.): Die Befreiung der Menschheit. Freiheitsideen in Vergangenheit und Gegenwart. Bong, Berlin [u. a.] 1921

## Übersetzungen
- Troels Frederik Troels-Lund: Gesundheit und Krankheit in der Anschauung alter Zeiten, Leipzig 1901.
- Troels Frederik Troels-Lund: Himmelsbild und Weltanschauung im Wandel der Zeiten, Leipzig, 1899. Autorisierte, vom Verfasser durchgesehene Uebersetzung.
- Alexander L. Kielland: Zwei Novellen. Treuherz – Karen. Aus dem Norwegischen übersetzt von Dr. Leo Bloch. Mit einem Portrait Kiellands und einer einleitenden Studie des Uebersetzers. Berlin [1898].
- Alexander L. Kielland: Arbeiter, 1897.